# Baizuo
El término baizuo (白左, literalmente: izquierda blanca) es un neologismo político surgido en foros en las redes sociales chinas, referido a la izquierda progresista de occidente. Está estrechamente relacionado con el término shèngmǔ, también chino (圣母, 聖母, literalmente «Santa Madre»), una expresión sarcástica hacia aquellos cuyas opiniones políticas son guiadas por el sentimentalismo, o por un alarde hipócrita de altruismo y empatía. Se usa para degradar a quienes apoyan el bienestar animal, el ambientalismo, la igualdad corporal, la igualdad racial, LGBT, el feminismo, el vegetarianismo y la inmigración, es decir, izquierdistas, demócratas y liberales en el mundo blanco de Europa y América.
De forma aproximada, nombra a una cierta parte de la izquierda política occidental, en especial a los activistas sociales con tendencias de izquierda o progresistas. La «baizuo» es interpretada por algunos sectores[¿cuál?] como una suerte de «izquierda regresiva».[cita requerida] Escribiendo para Foreign Policy, Frankie Huang afirmó que la expresión se utiliza de manera similar al término «woke» en países de habla inglesa —utilizado despectivamente por aquellos que son críticos con los progresistas— y con frecuencia es dirigido a personas no blancas. Huang también comentó que el término tiene connotaciones emasculadoras, en contraposición a las actitudes nacionalistas y de liderazgo fuerte representadas por gobernantes como Donald Trump o Xi Jinping.

## Historia
Según el autor Zhou Fangzhou, el término «baizuo» es una de las mayores aportaciones de los internautas chinos al lenguaje inglés. La palabra se entiende como la ingenuidad de una parte de los occidentales, que han recibido una educación sesgada y la utilizan para satisfacer sus deseos de superioridad moral defendiendo «la igualdad y la paz». Segmentos de la población china consideran que la izquierda occidental es ignorante y arrogante, que se compadecen del resto del mundo y quieren retratarse como salvadores.
Según la politóloga Zhang Chenchen, el concepto es utilizado para ridiculizar a la élite progresista occidental y también se usa para burlarse del discurso de los medios de comunicación occidentales percibido como hipócrita, por ejemplo, al negarse a discutir las acciones de los militantes islamistas de Sinkiang en nombre del multiculturalismo. Zhang Chenchen habla de "gente que solamente se preocupa de temas como los inmigrantes, lo LGTB, las minorías y el medio ambiente" y que son "incapaces de aproximarse de forma pragmática a los problemas reales de la gente del mundo". Define con más profundidad: "Solamente defienden "la paz y la igualdad" desde un humanismo hipócrita, para satisfacer sus propios sentimientos de superioridad moral". "Están obsesionados con la corrección política". "Creen que el Estado del Bienestar solamente ha de dar sin recibir nada a cambio". "Así son los occidentales arrogantes e ignorantes que sienten lástima por el resto del mundo y se consideran a sí mismos como salvadores".[cita requerida]
El término se documentó por primera vez en la red social Renren, en un artículo de 2010 publicado con el título de «La pseudo-moralidad de la izquierda occidental y el patriotismo científico chino». Se popularizó en el internet chino a raíz de las elecciones presidenciales de 2016 en los Estados Unidos, donde internautas chinos se referían como «baizuo» a Hillary Clinton y especialmente a los votantes del Partido Demócrata de Estados Unidos. Escribiendo para New York Review of Books, Perry Link señala que la expresión se hizo popular entre grupos conservadores de Estados Unidos a principios de la década de 2020 para ilustrar el rechazo hacia el liberalismo entre pueblos no occidentales. El término también ha recibido interés en Alemania, donde se ha utilizado en el contexto de la crisis de refugiados en Europa para criticar las políticas pro migratorias de Angela Merkel.